# Personalidad: Yuridia
Personalidad: Yuridia es un disco recopilatorio de la cantante mexicana Yuridia. Este disco esta bajo la serie Personalidad, siendo este un formato recopilatorio que la discográfica Sony Music realiza con sus emblemáticos artistas. Bajo este formato y nombre, se han publicado recopilaciones de grandes éxitos de artistas como Chayanne, La Quinta Estación, Gloria Trevi, Juan Gabriel, y muchos más.

## Información
Este álbum recopilatorio consta de 19 canciones, 10 de los 11 sencillo promocionales lanzados hasta ese momento en discos anteriores; y 9 canciones (que no fueron sencillos promocionales) pertenecientes a los álbumes La voz de un ángel (4) y Para mí (5). 
El álbum es un CD/DVD, y este cuenta con 17 videos. Los 5 videoclips oficiales lanzados por Yuridia hasta ese entonces, más 12 videos de canciones de su paso por La Academia, ya publicados en el CD/DVD La voz de un ángel.

## Lista de canciones
| Personalidad: Yuridia (CD1) |                             |          |  |
| N.º                         | Título                      | Duración |  |
| 1.                          | «Ángel»                     | 4:10     |  |
| 2.                          | «Ya te olvidé»              | 3:33     |  |
| 3.                          | «En su lugar»               | 3:46     |  |
| 4.                          | «Maldita primavera»         | 3:02     |  |
| 5.                          | «Lo que son las cosas»      | 3:56     |  |
| 6.                          | «Ahora entendí»             | 3:46     |  |
| 7.                          | «Habla el corazón»          | 4:54     |  |
| 8.                          | «Irremediable»              | 3:54     |  |
| 9.                          | «Detrás de mi ventana»      | 4:30     |  |
| 10.                         | «Me olvidarás»              | 4:13     |  |
| 11.                         | «Déjame volver contigo»     | 3:53     |  |
| 12.                         | «Como yo nadie te ha amado» | 4:22     |  |
| 13.                         | «Daría»                     | 3:44     |  |
| 14.                         | «Señora»                    | 3:43     |  |
| 15.                         | «A donde va el amor»        | 3:23     |  |
| 16.                         | «Quererte a ti»             | 3:44     |  |
| 17.                         | «Con solo una mirada»       | 3:47     |  |
| 18.                         | «Enamorada y herida»        | 3:45     |  |
| 19.                         | «La muerte del palomo»      | 3:22     |  |

| Personalidad: Yuridia (DVD) |                         |          |  |
| N.º                         | Título                  | Duración |  |
| 1.                          | «Ángel»                 | 4:15     |  |
| 2.                          | «Detrás de mí ventana»  | 4:27     |  |
| 3.                          | «Ya te olvidé»          | 3:29     |  |
| 4.                          | «Daría»                 | 3:40     |  |
| 5.                          | «Déjame volver contigo» | 3:54     |  |
| 6.                          | «Lo que son las cosas»  | 4:01     |  |
| 7.                          | «Si no te hubieras ido» | 4:15     |  |
| 8.                          | «A quien»               | 3:23     |  |
| 9.                          | «Ahora entendí»         | 3:46     |  |
| 10.                         | «La muerte del palomo»  | 3:08     |  |
| 11.                         | «Lo siento, mi amor»    | 3:58     |  |
| 12.                         | «Irremediable»          | 3:55     |  |
| 13.                         | «Así fue»               | 4:34     |  |
| 14.                         | «Como yo te amo»        | 3:55     |  |
| 15.                         | «Me olvidarás»          | 4:14     |  |
| 16.                         | «Sin miedo a nada»      | 5:04     |  |
| 17.                         | «Ángel»                 | 4:11     |  |